# デス・マグネティック
デス・マグネティック(Death Magnetic)は、2008年に発売されたメタリカの9枚目のアルバム。ロバート・トゥルヒーヨが初参加した作品である。
本作は、第51回グラミー賞の「ベスト・ロック・アルバム部門」にノミネートされている。
カーク・ハメットは、本作を「メタル・ジャスティス」の後続的作品と語っている。
マスタリングにおいて、CD版とギターヒーロー3の配信版との違いが話題になった。CD版を手掛けたテッド・ジェンセンは、メタリカファンのBBSにコメントを寄せ、CD版のマスタリングに彼自身が満足のいくものではなかった事や、「何らかの形で」このボリューム事情に対抗する良策を祈願する旨が明らかになる。その後、13,000人が、同アルバムのリマスタリングを要請するオンライン・ペティッションに署名を行った。

## 収録曲
1. ザット・ワズ・ジャスト・ユア・ライフ　-That Was Just Your Life
2. ジ・エンド・オブ・ザ・ライン　-The End of the Line
3. ブロークン、ビート＆スカード　-Broken, Beat & Scarred
4. ザ・デイ・ザット・ネヴァー・カムズ　-The Day That Never Comes
5. オール・ナイトメア・ロング　-All Nightmare Long
6. サイアナイド　-Cyanide
7. ジ・アンフォーギヴン・Ⅲ　-The Unforgiven III
8. ザ・ジューダス・キッス　-The Judas Kiss
9. スイサイド＆リデンプション　-Suicide & Redemption
10. マイ・アポカリプス　-My Apocalypse

収録曲のうち、「スイサイド&リデンプション」がグラミー賞の「ベスト・ロック・インストゥルメンタル・パフォーマンス部門」に、「マイ・アポカリプス」が「ベスト・メタル・パフォーマンス部門」にそれぞれノミネートされている。

## メンバー
- ジェイムズ・ヘットフィールド　-ヴォーカル、リズムギター
- カーク・ハメット　-リードギター
- ラーズ・ウルリッヒ　-ドラムス
- ロバート・トゥルージロ　-エレクトリックベース

## チャート
| Chart (2007)                           | Peak position |
| -------------------------------------- | ------------- |
| アルゼンチン (CAPIF)                   | 1             |
| オーストラリア (ARIA)                  | 1             |
| オーストリア (Ö3 Austria)              | 1             |
| ベルギー (Ultratop Flanders)           | 1             |
| ベルギー (Ultratop Wallonia)           | 2             |
| ブラジル (ABPD)                        | 4             |
| カナダ (Billboard)                     | 1             |
| Croatian International Albums (HDU)    | 1             |
| Czech Republic Albums (IFPI)           | 1             |
| デンマーク (Hitlisten)                 | 1             |
| フィンランド (Suomen virallinen lista) | 1             |
| フランス (SNEP)                        | 1             |
| ドイツ (Offizielle Top 100)            | 1             |
| ギリシャ (IFPI)                        | 1             |
| ハンガリー (MAHASZ)                    | 2             |
| アイルランド (IRMA)                    | 1             |
| イタリア (FIMI)                        | 1             |
| Japanese Albums (Oricon)               | 3             |
| メキシコ (Top 100 Mexico)              | 1             |
| オランダ (MegaCharts)                  | 1             |
| ニュージーランド (RMNZ)                | 1             |
| ノルウェー (VG-lista)                  | 1             |
| ポーランド (ZPAV)                      | 1             |
| ポルトガル (AFP)                       | 1             |
| スウェーデン (Sverigetopplistan)       | 1             |
| スイス (Schweizer Hitparade)           | 1             |
| UK アルバムズ (OCC)                    | 1             |
| US Billboard 200                       | 1             |
| US Top Rock Albums                     | 1             |
| US Top Hard Rock Albums                | 1             |
| US Top Modern Rock/Alternative Albums  | 1             |

## 売上
| 国/地域                                             | 認定        | 認定/売上数 |
| --------------------------------------------------- | ----------- | ----------- |
| アルゼンチン (CAPIF)                                | Platinum    | 40,000^     |
| オーストラリア (ARIA)                               | 2× Platinum | 140,000^    |
| ベルギー (BEA)                                      | Platinum    | 30,000*     |
| ブラジル (ABPD)                                     | Gold        | 30,000*     |
| カナダ (Music Canada)                               | 4× Platinum | 320,000^    |
| デンマーク (IFPI Danmark)                           | 2× Platinum | 60,000^     |
| フィンランド (Musiikkituottajat)                    | 3× Platinum | 79,415      |
| フランス (SNEP)                                     | Gold        | 75,000*     |
| アイルランド (IRMA)                                 | Platinum    | 15,000^     |
| ドイツ (BVMI)                                       | 2× Platinum | 400,000^    |
| ギリシャ (IFPI Greece)                              | Platinum    | 15,000^     |
| 日本 (RIAJ)                                         | Gold        | 0^          |
| メキシコ (AMPROFON)                                 | Platinum    | 80,000^     |
| ニュージーランド (RMNZ)                             | Platinum    | 15,000^     |
| ポーランド (ZPAV)                                   | 2× Platinum | 0*          |
| ポルトガル (AFP)                                    | Platinum    | 20,000^     |
| スウェーデン (GLF)                                  | 2× Platinum | 80,000^     |
| スイス (IFPI Switzerland)                           | Platinum    | 30,000^     |
| イギリス (BPI)                                      | Platinum    | 300,000^    |
| アメリカ合衆国 (RIAA)                               | 2× Platinum | 2,000,000^  |
| Turkey (Mü-YAP)                                     | Gold        | 50,000*     |
| 概要                                                |             |             |
| ヨーロッパ (IFPI)                                   | Platinum    | 1,000,000*  |
| * 認定のみに基づく売上数 ^ 認定のみに基づく出荷枚数 |             |             |